# Душана Здравкова
Душана Панайотова Здравкова е български политик от партията „ГЕРБ“, народен представител за България в Европейския парламент в периода 2007 – 2009 г.

## Биография
Завършва Първа езикова гимназия във Варна, a по-късно право в Софийския университет „Св. Климент Охридски“.
До 1982 г. работи в Института по корабостроене във Варна, след което е юрисконсулт в ТК „Интерхотели“. През 1986 г. става съдия в Районния съд, във Варна. От 1992 г. е адвокат във варненската Адвокатска колегия. През същата година става председател на Варненския районен съд, а от 1998 г. до 2004 г. – на Варненския окръжен съд.
През 1995 г. работи в Националния център за съдии в Рино, САЩ и в Националния център за щатски съдилища в Уилямсбърг, щата Вирджиния. През 2000 г. е лектор в института „Асеер“ в Хага, Нидерландия). Владее английски и руски език.
През март 2006, при учредяването му, става председател на гражданското сдружение „Граждани за европейско развитие на България“.. През 2007 г. е кандидат за представител в Европейския парламент. По време на предизборната кампания в интервю за „Монд дипломатик“ твърди, че като български представител в ЕП „намира за важно“ да се търсят възможности за стимулиране на малкия и среден бизнес, както и на научните разработки.
Душана Здравкова е депутат в Европейския парламент през 2007 – 2009 г. Тя е заместник-председател на Комисията по конституционни въпроси на ЕП, член на Делегацията за връзки със САЩ, заместник-член на Делегацията за връзки с държавите от Персийския залив и Комисията по петициите. Като другите представители от ГЕРБ, членува в групата на Европейската народна партия. През юли 2009 г. мандатът ѝ на евродепутат изтича и тя се връща на работа в Окръжния съд във Варна.
Душана Здравкова прекъсва отношенията си с ГЕРБ, а през юни 2011 г. напуска съда в знак на протест срещу политиката на правителството на Бойко Борисов. Няколко седмици по-късно е обявена кандидатурата ѝ за вицепрезидент, заедно с кандидатурата за президент на бившия офицер от службите за сигурност Алексей Петров.